# Full-frame digitální SLR

Porovnání velikostí používaných snímacích čipů oproti plnému formátu

Full-frame digitální SLR je označení pro digitální fotoaparát SLR (SLR = single-lens reflex, jednooká zrcadlovka), který má velikost obrazového snímače rovnu velikosti plného políčka kinofilmu používaného u klasických fotoaparátů, tj. 36 × 24 mm. Výroba full-frame čipů je oproti menším čipům technologicky náročná. Na trhu jsou fotoaparáty s čipy o 40 a více megapixelů – technologickou výzvou je udržení kvality a eliminaci aberací v tranzistorovém poli. Digitální fotoaparáty s full-frame čipem jsou tedy dražší a jsou orientovány na segment náročných uživatelů a profesionálů.
Full-frame DSLR mají crop faktor roven jedné.

## Výhody a nevýhody

### SLR
Digitální zrcadlovky dávají uživateli možnosti, které u analogových nelze dosáhnout. Díky zobrazení snímku se můžeme ujistit, že je vše v pořádku, případně nepovedený snímek smazat a vyfotit znova. Dále je výhodou změna citlivosti ISO pro každý snímek. Máme tedy volnější ruku a nezávisíme na filmu, který zrovna máme ve foťáku.

### Jiné velikosti snímače

#### Crop faktor
Crop faktor nám označuje poměr kolikrát se prodlouží ohnisková vzdálenost objektivu, podle velikosti snímače. Čím menší snímač, tím vyšší crop faktor. Kvůli tomuto jevu, fullframe snímače dosahují kratší ohniskové vzdálenosti a tím většího úhlu záběru, který je hojně využívaný při focení architektury nebo krajin. Naopak s menšími snímači lze dosáhnout delších ohnisek a tím většího přiblížení.

#### Kvalita obrazu
Mezi veřejností převládá názor, že vyšší počet megapixelů se rovná vyšší kvalitě obrazu. To ovšem není pravda. Každý pixel na snímači reprezentuje světločivný senzor, který během snímání zachycuje dopadající světlo. Z toho vyplývá, že při stejném počtu megapixelů a rozdílné velikosti senzoru bude rozdílná velikost jednotlivých pixelů. Díky tomu dokáží fullframe snímače, oproti menším, zachytit více světla a nevzniká tolik šumu. Nejvíce je toto patrné v horších světelných podmínkách (šero, tma). Stejně tak středoformátové snímače, které jsou větší, vynikají oproti fullframe.  

#### Váha a velikost systému
Větší snímač nese s sebou ve většině případů i větší a těžší tělo fotoaparátu a objektivy. Velká velikost a váha je pro většinu lidí nevýhodou především z hlediska cestování a celodenního nošení. Obzvláště to ocení fotografové, kteří potřebují objektivy s dlouhou ohniskovou vzdáleností, kde obvykle platí, že delší ohnisková vzdálenost se rovná vyšší váze. Větší rozměry ale mohou být i výhodou. Některým lidem pak fotoaparát padne lépe do ruky a jsou schopni ho držet stabilněji.

## Fotoaparáty

### Zrcadlovky
| Model                  | Rok  |
| ---------------------- | ---- |
| Contax N Digital       | 2002 |
| Canon EOS-1Ds          | 2002 |
| Kodak DCS Pro 14n      | 2003 |
| Kodak DCS Pro SLR/n    | 2004 |
| Kodak DCS Pro SLR/c    | 2004 |
| Canon EOS-1Ds Mark II  | 2004 |
| Canon EOS 5D           | 2005 |
| Nikon D3               | 2007 |
| Canon EOS-1Ds Mark III | 2007 |
| Nikon D700             | 2008 |
| Sony α DSLR-A900       | 2008 |
| Canon EOS 5D Mark II   | 2008 |
| Nikon D3X              | 2008 |
| Sony α DSLR-A850       | 2009 |
| Nikon D3S              | 2009 |
| Canon EOS 1D X         | 2012 |
| Canon EOS 1D C         | 2012 |
| Canon EOS 5D Mark III  | 2012 |
| Sony SLT A99           | 2012 |
| Nikon D810             | 2014 |
| Canon EOS 5DS          | 2015 |
| Canon EOS 5DS R        | 2015 |
| Canon EOS-1D X Mark II | 2016 |
| Nikon D850             | 2017 |

### Dálkoměrné fotoaparáty
- Leica M9[9] (2009)